# Hand on Your Heart
Hand on Your Heart – singel australijskiej piosenkarki Kylie Minogue. Piosenka pochodzi z płyty "Enjoy Yourself" z 1989 roku.

## Teledysk

### Wersja Oficjalna
Teledysk został nagrany w Melbourne przez Chrisa Langmana w 1989 roku. Ukazuje on Kylie znajdującą się w modernistycznym mieszkaniu. 21 letnia Minogue ubrana jest tam czerwoną, niebieską i żółtą sukienkę z sercem z prawej strony. Piosenkarka głównie śpiewa i tańczy.

### Wersja Alternatywna
W tej wersji pokazane są sceny z koncertu Kylie w Japonii.

## Lista utworów
CD single
1. Hand On Your Heart (The Great Aorta Mix) – 6:26
2. Just Wanna Love You - 3:34
3. It's No Secret (Extended) – 5:30

Cassette single
1. Hand On Your Heart - 3:51
2. Just Wanna Love You - 3:34
3. Hand On Your Heart (The Great Aorta Mix) – 6:26

7" single
1. Hand On Your Heart - 3:51
2. Just Wanna Love You - 3:34

12" single
1. Hand On Your Heart (The Great Aorta Mix) – 6:26
2. Just Wanna Love You - 3:34
3. Hand On Your Heart (Dub) – 5:33